# Plebanka (Grzęska)
Plebanka – osada wsi Grzęska w Polsce, położona w województwie podkarpackim, w powiecie przeworskim, w gminie Przeworsk.
W latach 1975–1998 osada administracyjnie należała do województwa przemyskiego.
Wierni kościoła rzymskokatolickiego należą do parafii Podwyższenia Krzyża w Grzęsce.